# Divizia Națională 2018
La Divizia Națională 2018 è stata la 28ª edizione della massima serie del campionato moldavo di calcio. La stagione è iniziata il 1º aprile 2018 ed è terminata il 24 novembre 2018. Lo Sheriff Tiraspol ha vinto il trofeo per la diciassettesima volta nella sua storia.

## Stagione

### Novità
Dalla Divizia Națională 2017 è stato retrocesso lo Spicul Chișcăreni, mentre il Dacia Chișinău è stato escluso. Dalla Divizia A 2017 non c'è stata alcuna promozione, complice la rinuncia del Victoria Bardar; in questo modo il numero delle squadre si è ridotto da 10 a 8.

### Formato
Le 8 squadre si affrontano in un doppi gironi di andata-ritorno, per un totale di 28 giornate. La squadra campione di Moldavia si qualifica al primo turno della UEFA Champions League 2019-2020, la seconda e la terza classificata si qualificano al primo turno della UEFA Europa League 2019-2020, mentre la squadra ultima classificata retrocede direttamente in Divizia A.

## Squadre partecipanti
| Club               | Città     | Stadio                    | Stagione 2017                 |
| ------------------ | --------- | ------------------------- | ----------------------------- |
| Dinamo-Auto        | Tiraspol  | Stadio Dinamo-Auto        | 9º posto in Divizia Națională |
| Milsami Orhei      | Orhei     | Stadio CSR Orhei          | 2º posto in Divizia Națională |
| Petrocub Hîncești  | Hîncești  | Stadio Orăşenesc Hîncești | 3º posto in Divizia Națională |
| Sfîntul Gheorghe   | Suruceni  | Stadio Suruceni           | 7º posto in Divizia Națională |
| Sheriff Tiraspol   | Tiraspol  | Sheriff Stadium           | Campione di Moldavia          |
| Speranța Nisporeni | Nisporeni | Stadio Orăşenesc Hîncești | 6º posto in Divizia Națională |
| Zarea Bălți        | Bălți     | Stadio Olimpia Bălți      | 5º posto in Divizia Națională |
| Zimbru Chișinău    | Chișinău  | Stadio Zimbru             | 8º posto in Divizia Națională |

## Classifica finale
|  | Pos. | Squadra            | Pt | G  | V  | N  | P  | GF | GS | DR  |
|  | ---- | ------------------ | -- | -- | -- | -- | -- | -- | -- | --- |
|  | 1.   | Sheriff Tiraspol   | 63 | 28 | 19 | 6  | 3  | 58 | 14 | +44 |
|  | 2.   | Milsami Orhei      | 45 | 28 | 13 | 6  | 9  | 36 | 24 | +12 |
|  | 3.   | Petrocub Hîncești  | 45 | 28 | 12 | 9  | 7  | 38 | 28 | +10 |
|  | 4.   | Speranța Nisporeni | 38 | 28 | 9  | 11 | 8  | 27 | 26 | +1  |
|  | 5.   | Zimbru Chișinău    | 36 | 28 | 9  | 9  | 10 | 28 | 37 | -9  |
|  | 6.   | Dinamo-Auto        | 28 | 28 | 7  | 7  | 14 | 25 | 43 | -18 |
|  | 7.   | Sfîntul Gheorghe   | 26 | 28 | 6  | 8  | 14 | 30 | 50 | -20 |
|  | 8.   | Zarea Bălți        | 22 | 28 | 4  | 10 | 14 | 26 | 46 | -20 |

Legenda:
      Campione di Moldavia e ammessa alla UEFA Champions League 2019-2020
      Ammesse alla UEFA Europa League 2019-2020
      Retrocessa in Divizia A 2019

## Risultati

### Partite (1-14)
|                    | DiA | Mil | Pet | Sfî | ShT | Spe | Zar | Zim |
| ------------------ | --- | --- | --- | --- | --- | --- | --- | --- |
| Dinamo-Auto        | ––– | 0-2 | 2-2 | 0-0 | 0-5 | 1-2 | 0-0 | 1-3 |
| Milsami Orhei      | 4-0 | ––– | 2-1 | 1-0 | 0-1 | 0-1 | 3-1 | 1-0 |
| Petrocub Hincesti  | 0-3 | 1-2 | ––– | 3-1 | 1-0 | 1-1 | 3-0 | 3-0 |
| Sfîntul Gheorghe   | 0-1 | 0-1 | 3-6 | ––– | 2-2 | 2-2 | 1-0 | 1-0 |
| Sheriff Tiraspol   | 5-2 | 0-0 | 3-0 | 4-0 | ––– | 3-0 | 5-1 | 3-1 |
| Speranța Nisporeni | 0-0 | 1-2 | 0-0 | 1-1 | 0-0 | ––– | 0-0 | 1-1 |
| Zaria Bălți        | 1-1 | 2-2 | 1-2 | 1-1 | 0-1 | 2-1 | ––– | 1-1 |
| Zimbru Chișinău    | 2-2 | 0-0 | 2-2 | 1-1 | 0-1 | 1-1 | 0-3 | ––– |

### Partite (15-28)
|                    | DiA | Mil | Pet | Sfî | ShT  | Spe | Zar | Zim |
| ------------------ | --- | --- | --- | --- | ---- | --- | --- | --- |
| Dinamo-Auto        | ––– | 1-0 | 1-0 | 3-1 | 0-1  | 0-1 | 0-1 | 3-0 |
| Milsami Orhei      | 0-1 | ––– | 1-2 | 3-0 | 0-2  | 0-1 | 3-0 | 1-1 |
| Petrocub Hincesti  | 3-0 | 1-1 | ––– | 0-0 | -1-0 | 1-0 | 1-1 | 0-1 |
| Sfîntul Gheorghe   | 5-2 | 0-2 | 1-0 | ––– | 1-3  | 1-2 | 1-0 | 3-1 |
| Sheriff Tiraspol   | 2-0 | 1-1 | 0-0 | 4-1 | –––  | 2-0 | 5-2 | 3-0 |
| Speranța Nisporeni | 1-0 | 1-0 | 1-2 | 4-1 | 0-0  | ––– | 1-2 | 1-3 |
| Zaria Bălți        | 1-1 | 3-4 | 1-2 | 1-1 | 0-2  | 0-0 | ––– | 0-1 |
| Zimbru Chișinău    | 1-0 | 2-0 | 0-0 | 2-1 | 1-0  | 0-3 | 3-1 | ––– |

## Statistiche

### Classifica marcatori
| Gol | Rigori |  | Giocatore          | Squadra                         |
| --- | ------ |  | ------------------ | ------------------------------- |
| 12  | 3      |  | Vladimir Ambros    | Petrocub Hîncești               |
| 9   |        |  | Alhaji Kamara      | Sheriff Tiraspol                |
| 8   | 1      |  | Ziguy Badibanga    | Sheriff Tiraspol                |
| 8   | 1      |  | Gerson Rodrigues   | Sheriff Tiraspol                |
| 7   | 1      |  | Alexandru Antoniuc | Milsami Orhei                   |
| 7   |        |  | Mihai Plătică      | Milsami Orhei                   |
| 7   | 1      |  | Eugeniu Rebenja    | Dinamo-Auto                     |
| 6   |        |  | Sergiu Istrati     | Sfîntul Gheorghe                |
| 5   |        |  | Alexandru Bejan    | Petrocub Hîncești / Dinamo-Auto |
| 5   |        |  | Aleksandr Butenko  | Milsami Orhei                   |
| 5   | 1      |  | Ilie Damașcan      | Zimbru Chișinău                 |
| 5   | 1      |  | Vadim Gulceac      | Zarea Bălți                     |
| 5   |        |  | Denis Janu         | Dinamo-Auto                     |
| 5   |        |  | Ion Nicolăescu     | Zimbru Chișinău                 |
| 5   |        |  | Evgheni Oancea     | Sheriff Tiraspol                |